# Mosongiseli Ngolo
Mosongiseli Ngolo ou Mosongosele Ngolo est un village du Cameroun, situé dans la Région du Sud-Ouest. Il est rattaché administrativement à la commune de Mundemba, dans le département du Ndian.

## Population
La localité comptait 90 habitants en 1953, 270 en 1968-1969, 122 en 1972, principalement des Ngolo, d'où son nom.
Lors du recensement de 2005, on y a dénombré 113 personnes.